# Ferrovia Tenin-Zara
La ferrovia Tenin-Zara è una linea della Croazia, che collega il nodo ferroviario di Tenin alla città adriatica di Zara.

## Storia
La costruzione di una ferrovia per Zara, all'epoca capitale del Regno di Dalmazia, fu iniziata dall'Impero austro-ungarico, ma presto interrotta per lo scoppio della prima guerra mondiale e la successiva annessione della città all'Italia.
La costruzione iniziò infine dopo la seconda guerra mondiale, con il passaggio dell'intera Dalmazia alla Jugoslavia, e la linea venne attivata nel 1967.
Attualmente la linea è interessata solamente dal traffico merci, mentre il servizio passeggeri è espletato da autoservizi sostitutivi.

## Caratteristiche

### Percorso
| Continuation backward |

| Station on track |

| Unknown route-map component "exCONTgq" | Unknown route-map component "eABZgr" |  |

| Unknown route-map component "CONTgq" | Unknown route-map component "ABZgr" |  |

| Small non-passenger station on track |

| Small non-passenger station on track |

| Small non-passenger station on track |

| Small non-passenger station on track |

| Non-passenger station/depot on track |

| Small non-passenger station on track |

| Small non-passenger station on track |

| Small non-passenger station on track |

| Small non-passenger station on track |

| Small non-passenger station on track |

| Non-passenger station/depot on track |

| Small non-passenger station on track |

| Small non-passenger station on track |

| Small non-passenger station on track |

| Non-passenger station/depot on track |

| Unknown route-map component "exGRZq" + Unknown route-map component "eZOLL" |

| Small non-passenger station on track |

| Small non-passenger station on track |

| Small non-passenger station on track |

| Small non-passenger station on track |

| Enter and exit tunnel |

| Non-passenger station/depot on track |

|  | Unknown route-map component "xABZgl" | Unknown route-map component "KINTeq" |

| Unknown route-map component "exKBHFe" |